# Bielsk Podlaski
Bielsk Podlaski (udtale: [ˈbʲɛlsk pɔdˈlaskʲi]  ( hør) hviderussisk: Бельск Падляскі, litauisk: Palenkės Belskas, yiddish: ביעלסק, romaniseret: Bielsk)  er en by  i den sydlige del af voivodskabet Podlaskie i det nordøstlige Polen,  med   24.633(2021)  indbyggere og et areal på 27,01 km².  Den  er en del af powiatet (amt) Bielsk.

## Geografi
Bielsk Podlaski ligger ved floden Biała omkring 50 kilometer syd for Białystok og cirka 195 kilometer nordøst for  Polens hovedstad Warszawa i den geografiske region i Europa kendt som Podlasie-Hviderusland-plateauet (polsk: Wysoczyzny Podlasko-Białoruskie) og mesoregionen kendt som Bielsk-sletten (polsk: Plain Bielska).

## Historie
Bielsk Podlaskis  historie går tilbage til det 12. århundrede, hvor  området tilhørte Kijevriget. Bielsks gord blev sandsynligvis grundlagt af ruthenske hertuger, og dens eksistens blev første gang nævnt i 1253, i den såkaldte Hypatiuskrøniken. I 1273 blev Bielsk erobret af den litauiske hertug Traidenis, og i begyndelsen af det 14. århundrede blev hele provinsen Podlasie annekteret af Storhertugdømmet Litauen. Regionen var udsat for angreb fra Den Tyske Orden  i 1346 og 1379.
I 1382 erobrede den masoviske hertug Janusz 1. af Warszawa Bielsk, Drohiczyn, Suraż og Mielnik og udnyttede den litauiske borgerkrig (1381–84) (en). Næste år skubbede Jogaila Mazovianerne ud af Bielsko, og overgav gorden til Vytautas (Witold). I 1390 overgav Jogaila, som var blevet konge af Polen som Władysław II Jagiełło, Bielsk, Suraż, Drohiczyn og Mielnik til Janusz I.

## Galleri
- katolske basilika af de hellige Maria og Nicholas
- Ortodoks kirke for ærkeenglen Michael
- Den ortodokse katedral for Herrens opstandelse
- Tidligere klosterbygningskompleks. Nu Musikskole
- Musikskole i det tidligere klosterbygningskompleks
- Skole i Bielsk Podlaski
- Kulturhus